# Стичанесе (Гросето)
Стичанесе је насеље у Италији у округу Гросето, региону Тоскана.
Према процени из 2011. у насељу је живело 27 становника. Насеље се налази на надморској висини од 99 м.